# Ciné-œil
Pour les articles homonymes, voir Kinoglaz.

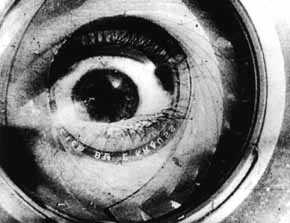
Une scène de L'Homme à la caméra (1929).

Le ciné-œil (en russe : Kinoglaz, Киноглаз) est une technique cinématographique développée en Union soviétique par Dziga Vertov dans les années 1920, notamment dans le long métrage documentaire éponyme en 1924. C'est aussi le nom du mouvement et du groupe qui ont été définis par cette technique. Le ciné-œil était le moyen pour Vertov de capturer ce qu'il croyait être « inaccessible à l'œil humain » ; c'est-à-dire que les films du ciné-œil n'essayaient pas d'imiter la façon dont l'œil humain voyait les choses. Au contraire, en assemblant des fragments de films et en les montant ensemble dans une forme de montage, le ciné-œil espérait activer un nouveau type de perception en créant « une nouvelle réalité filmique, c'est-à-dire façonnée par les médias, et un message ou une illusion de message - un champ sémantique ». Distinct des formes narratives du cinéma de divertissement ou d'autres films « joués », le ciné-œil cherchait à capturer « la vie sans en avoir conscience » et à la monter de manière qu'elle forme une nouvelle vérité, inédite.
Le ciné-œil est formalisé par Dziga Vertov dans un manifeste du même nom publié dans la revue LEF en juin 1923.

## Historique

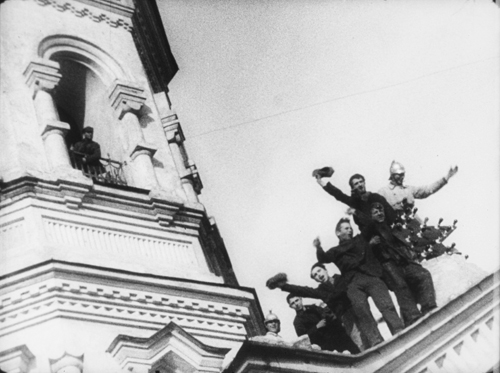
Une scène de La Symphonie du Donbass (1930).

Au début des années 1920, le cinéma s'est imposé comme un moyen d'expression artistique central en Union soviétique. Cette forme relativement nouvelle a été célébrée comme l'outil d'un nouvel ordre social par des dirigeants révolutionnaires tels que Lénine et Trotski. Cependant, au milieu des années 1920, comme l'écrit Richard Taylor, « les structures conventionnelles de l'industrie cinématographique dans ses trois principaux aspects — production, distribution et exploitation — ont été brisées par la guerre civile ». En raison de la pénurie d'équipement et d'autres ressources qui en a résulté, une grande partie des séquences tournées en URSS dans les années 1920 a en fait été utilisée pour des formes de films plus « nécessaires », telles que les actualités. En fait, la grande majorité des films de « divertissement » projetés dans les années 1920 étaient importés d'Hollywood, et ce n'est qu'en 1927 que les films soviétiques ont dépassé les films importés au box-office.
Le ciné-œil s'est développé en réponse à ce qui se passait dans une grande partie du cinéma soviétique à l'époque où Vertov est entré en scène. Il voulait une forme révolutionnaire, une forme capable de représenter la vérité comme, selon lui, la plupart des films « joués » ne le faisaient pas. Vertov reconnaît que les films d'action américains ont été les premiers à exploiter l'incroyable dynamisme du cinéma et l'utilisation du gros plan, mais il voulait explorer ces formes encore plus profondément avec le ciné-œil. Alors que la nouvelle technique du montage et ses partisans comme Koulechov et Eisenstein avaient commencé à changer le paysage du cinéma soviétique, le ciné-œil de Vertov a trouvé sa popularité grâce à son universalité.

« Alors que la plupart des films produits à cette époque abordaient des sujets révolutionnaires avec des attitudes fortement influencées par les traditions théâtrales et les films d'aventure les moins chers, tant dans la sélection que dans la méthode, les films de Vertov osaient traiter le présent et, à travers le présent, l'avenir, avec une approche aussi révolutionnaire que le matériel qu'il traitait. »

— Jay Leyda
En fait, le ciné-œil était plus fondamentalement basé sur les techniques du film d'actualité que sur le montage ou tout autre procédé cinématographique de divertissement. Plus de dix ans après la guerre civile, en 1939, Vertov écrivait :

« Camarades, maîtres du cinéma soviétique ! ... Une chose... me semble étrange et incompréhensible. Pourquoi l'époque de la guerre civile est-elle absente de vos souvenirs ? C'est à cette époque, après tout, qu'une très grande partie du cinéma soviétique est née dans un joyeux labeur. Et à partir de 1918, après tout, nous avons étudié l'écriture cinématographique, ou comment écrire avec une caméra... À l'époque, je me suis spécialisé dans l'écriture de films factuels. J'ai essayé de devenir scénariste de films d'actualité »

— Dziga Vertov
À bien des égards, le ciné-œil est issu des films d'actualité et des styles de journalisme bolchévique. Jeremy Hicks écrit que les bolcheviks ont longtemps considéré le journal comme la principale source de faits et de vérité. La forme cinématographique de Vertov était une réponse directe à la vérité qu'il trouvait dans le journalisme et ses représentations de la vie quotidienne, et il espérait que le ciné-œil capturerait la vérité cinématographique.

## Technique

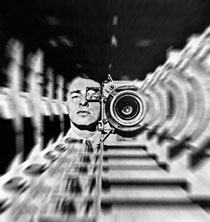
Dziga Vertov.

Comme beaucoup de formes d'art contemporaines, le ciné-œil était une tentative de modéliser l'objectivité au milieu des contradictions de la modernité soviétique. Le ciné-œil était la solution de Vertov à ce qu'il considérait comme la nature diluée du film soviétique « propagandiste-artistique ». Il considérait le film comme une « géométrie dynamique », et le ciné-œil devait donc exploiter le dynamisme de l'espace géométrique d'une manière que l'œil ne pouvait pas faire. En manipulant la caméra pour exploiter le mouvement, ainsi que de nouvelles techniques de montage axées sur la vitesse du film et les transitions, le ciné-œil construit une nouvelle représentation objective de la réalité. En 1923, Vertov écrivait :

« Je suis le ciné-œil, je suis un œil mécanique. Moi, machine, je montre le monde comme seul je peux le voir. Maintenant et pour toujours, je me libère de l'immobilité humaine, je suis en mouvement constant, je m'approche, puis je m'éloigne des objets, je rampe sous eux, je monte dessus... Maintenant, moi, un appareil photo, je m'élance le long de leur résultante, manœuvrant dans le chaos du mouvement, enregistrant le mouvement, commençant par des mouvements composés des combinaisons les plus complexes... Mon chemin mène à la création d'une nouvelle perception du monde. Je déchiffre d'une nouvelle manière un monde qui vous est inconnu. »

— Dziga Vertov
Le ciné-œil était également une réaction aux films trop « joués » que Vertov méprisait. Il était diamétralement opposé à ce que les kinoks considéraient comme des films « mis en scène ». Ils voulaient capturer la « vraie vie », ce qui, selon eux, ne pouvait être réalisé que grâce à l'objectivité du ciné-œil. Les kinoks considéraient que les acteurs ne pouvaient produire un « pseudo-réalisme » que dans le cadre d'un film scénarisé. Dans une note de 1929 sur l'Histoire des kinoks, Vertov écrit :

« Je ne sais pas qui s'oppose à qui. Il est difficile de s'opposer au cinéma qui est joué. Il représente 98% de notre production mondiale. Nous pensons simplement que la fonction principale du cinéma est l'enregistrement de documents, de faits, l'enregistrement de la vie, des processus historiques. Le cinéma joué remplace le théâtre, c'est le théâtre restauré. Il existe encore une tendance au compromis, à la fusion ou au mélange des deux. Nous prenons position contre tout cela. »

— Dziga Vertov
L'objectif d'un film sans mise en scène était d'élargir le champ de vision cinématographique et, par conséquent, la vérité potentielle de cette vision. Il a été largement reconnu, car les critiques n'ont pu s'empêcher de reconnaître le succès d'œuvres comme L'Homme à la caméra (1929). L'essayiste et historien du cinéma Ossip Brik a fait du ciné-œil un modèle pour toute la production cinématographique soviétique. Vertov espérait également que le ciné-œil rendrait le cinéma plus intelligible pour le commun des mortels, afin qu'il devienne véritablement une forme de média de masse.
La question de savoir si le ciné-œil était conçu comme une forme épistémologique, une forme émancipatrice ou même une forme scientifique a fait l'objet de nombreux débats,. Hicks écrit que le ciné-œil est une expression précoce du documentaire, car les films de Vertov n'étaient pas mis en scène et capturaient la « vie réelle » afin de créer une « force rhétorique considérable ». La délimitation entre la « fiction » et la « non-fiction » dans les films n'avait pas encore été clairement marquée dans le cinéma comme une nouvelle forme d'élaboration de sens. Pour Vertov, le ciné-œil permet au spectateur, et non au scénariste, de donner un sens à son film.

### Kinochestvo
Le kinochestvo était le principal mécanisme cinématographique du ciné-œil. Dans ses écrits, Vertov reprochait à la cinématographie contemporaine de se préoccuper trop d'éléments extérieurs à la prise de vue, tels que la musique ou la littérature. Contrairement aux techniques cinématographiques traditionnelles, le cine-œil, par le biais du kinochestvo, s'intéressait au film « non théâtral », c'est-à-dire aux films sans scénario ni personnages composites, qui capturaient simplement la vie « à notre insu », ou telle qu'elle était réellement.